# Saison 1986-1987 du Racing Club de Strasbourg
Maillots
La saison 1986-1987 du Racing Club de Strasbourg, ou RC Strasbourg, voit le club participer au Championnat de France de football D2 1986-1987, dont ils terminent à la 9e place. C'est la saison la plus médiocre du RCS en championnat jusqu'en 2010, où le club tombe en National avec une 19e place en Ligue 2.

## Championnat de Division 2
Le Racing Club de Strasbourg termine 9e du Championnat de France de football D2 1986-1987, ce qui constitue alors la pire saison de l'histoire du club.
Le match où le plus de buts sont marqués est le match Strasbourg-Mulhouse de la 14e journée, rencontre perdue 4-3 par le Racing.

### Résultats
| Journée | Date              | Équipe 1                 | Résultat | Équipe 2              | Place | Localisation               |
| ------- | ----------------- | ------------------------ | -------- | --------------------- | ----- | -------------------------- |
| 1       | 9 août 1986       | RC Strasbourg            | 0-1      | Stade de Reims        | 16e   | Stade de la Meinau         |
| 2       | 14 août 1986      | Valenciennes             | 2-0      | RC Strasbourg         | 17e   | Stade Nungesser            |
| 3       | 20 août 1986      | RC Strasbourg            | 3-0      | SC Abbeville          | 11e   | Stade de la Meinau         |
| 4       | 23 août 1986      | EA Guingamp              | 3-2      | RC Strasbourg         | 14e   | Stade Yves-Jaguin          |
| 5       | 27 août 1986      | RC Strasbourg            | 2-3      | US Orléans            | 16e   | Stade de la Meinau         |
| 6       | 31 août 1986      | RC Strasbourg            | 0-0      | USL Dunkerque         | 16e   | Stade de la Meinau         |
| 7       | 7 septembre 1986  | SM Caen                  | 4-1      | RC Strasbourg         | 17e   | Stade de Venoix            |
| 8       | 12 septembre 1986 | RC Strasbourg            | 1-0      | Tours FC              | 15e   | Stade de la Meinau         |
| 9       | 16 septembre 1986 | CO Saint-Dizier          | 0-0      | RC Strasbourg         | 15e   | Stade Charles-Jacquin      |
| 10      | 20 septembre 1986 | RC Strasbourg            | 3-0      | Red Star              | 14e   | Stade de la Meinau         |
| 11      | 27 septembre 1986 | SCO Angers               | 3-1      | RC Strasbourg         | 15e   | Stade Jean-Bouin           |
| 12      | 3 octobre 1986    | RC Strasbourg            | 1-0      | AS Beauvais           | 13e   | Stade de la Meinau         |
| 13      | 10 octobre 1986   | Amiens SC                | 1-3      | RC Strasbourg         | 11e   | Stade Moulonguet           |
| 14      | 17 octobre 1986   | RC Strasbourg            | 3-4      | FC Mulhouse           | 14e   | Stade de la Meinau         |
| 15      | 21 octobre 1986   | Stade Quimpérois         | 2-2      | RC Strasbourg         | 14e   | Stade de Penvillers        |
| 16      | 25 octobre 1986   | RC Strasbourg            | 4-3      | La Roche VF           | 10e   | Stade de la Meinau         |
| 17      | 31 octobre 1986   | Chamois niortais         | 1-0      | RC Strasbourg         | 10e   | Stade René-Gaillard        |
| 18      | 7 novembre 1986   | RC Strasbourg            | 2-0      | US Valenciennes-Anzin | 10e   | Stade de la Meinau         |
| 19      | 15 novembre 1986  | SC Abbeville             | 1-0      | RC Strasbourg         | 11e   | Stade Paul-Delique         |
| 20      | 21 novembre 1986  | RC Strasbourg            | 2-0      | EA Guingamp           | 9e    | Stade de la Meinau         |
| 21      | 29 novembre 1986  | USL Dunkerque            | 1-0      | RC Strasbourg         | 12e   | Stade Marcel-Tribut        |
| 22      | 5 décembre 1986   | US Orléans               | 0-3      | RC Strasbourg         | 8e    | Stade de la Source         |
| 23      | 14 décembre 1986  | RC Strasbourg            | 1-1      | SM Caen               | 9e    | Stade de la Meinau         |
| 24      | 8 mars 1987       | Tours FC                 | 0-0      | RC Strasbourg         | 9e    | Stade de la Vallée du Cher |
| 25      | 13 mars 1987      | RC Strasbourg            | 2-1      | CO Saint-Dizier       | 8e    | Stade de la Meinau         |
| 26      | 28 mars 1987      | Red Star                 | 1-0      | RC Strasbourg         | 9e    | Stade Bauer                |
| 27      | 4 avril 1987      | RC Strasbourg            | 1-0      | SCO Angers            | 8e    | Stade de la Meinau         |
| 28      | 11 avril 1987     | AS Beauvais              | 2-0      | RC Strasbourg         | 9e    | Stade Pierre-Brisson       |
| 29      | 18 avril 1987     | RC Strasbourg            | 4-1      | Amiens SC             | 8e    | Stade de la Meinau         |
| 30      | 25 avril 1987     | FC Mulhouse              | 1-0      | RC Strasbourg         | 9e    | Stade de l'Ill             |
| 31      | 2 mai 1987        | RC Strasbourg            | 0-2      | Stade Quimpérois      | 11e   | Stade de la Meinau         |
| 32      | 9 mai 1987        | La Roche Vendée Football | 0-0      | RC Strasbourg         | 10e   | Stade Henri-Desgrange      |
| 33      | 16 mai 1987       | RC Strasbourg            | 0-0      | Chamois niortais      | 11e   | Stade de la Meinau         |
| 34      | 23 mai 1987       | Stade de Reims           | 1-1      | RC Strasbourg         | 9e    | Stade Auguste-Delaune      |

### Classement
Les Strasbourgeois terminent la saison à la 9e place avec 12 victoires, 8 nuls et 14 défaites et ils totalisent 32 points. Le premier du groupe est le club de Niort, qui a 23 points d'avance sur le Racing. S'il n'est pas relégué en 3e division, le Racing réalise néanmoins l'une des pires saisons de son histoire.
| Rang | Équipe        | Pts | J  | G  | N  | P  | Bp | Bc | Diff |
| ---- | ------------- | --- | -- | -- | -- | -- | -- | -- | ---- |
| 7    | FC Tours      | 35  | 34 | 11 | 13 | 10 | 37 | 36 | +1   |
| 8    | USL Dunkerque | 33  | 34 | 12 | 9  | 13 | 33 | 41 | -8   |
| 9    | RC Strasbourg | 32  | 34 | 12 | 8  | 14 | 42 | 40 | +2   |
| 10   | EA Guingamp   | 32  | 34 | 10 | 12 | 12 | 48 | 47 | +1   |
| 11   | US Orléans    | 32  | 34 | 11 | 10 | 13 | 33 | 35 | -2   |

## Coupe de France
Le Racing atteint les quarts de finale de la Coupe de France 1986-1987.
| Tour                   | Date             | Équipe 1      | Résultat | Équipe 2      |
| ---------------------- | ---------------- | ------------- | -------- | ------------- |
| 7e tour                | 21 décembre 1986 | Belfort       | 1-2      | RC Strasbourg |
| 8e tour                | 3 janvier 1987   | Sedan         | 0-3      | RC Strasbourg |
| 32e de finale          | 22 mars 1987     | Trenelle      | 1-3      | RC Strasbourg |
| 16e de finale aller    | 1er avril 1987   | Paris SG      | 0-0      | RC Strasbourg |
| 16e de finale retour   | 8 avril 1987     | RC Strasbourg | 1-0      | Paris SG      |
| 8e de finale aller     | 21 avril 1987    | RC Strasbourg | 2-1      | Toulouse      |
| 8e de finale retour    | 6 mai 1987       | Toulouse      | 2-3      | RC Strasbourg |
| Quart de finale aller  | 12 mai 1987      | Alès          | 2-0      | RC Strasbourg |
| Quart de finale retour | 19 mai 1987      | RC Strasbourg | 1-0      | Alès          |

## Meilleurs buteurs
| Place | Joueur             | Buts |
| ----- | ------------------ | ---- |
| 1     | Peter Reichert     | 13   |
| 2     | Thierry Gudimard   | 4    |
| 2     | Denis Schaer       | 4    |
| 4     | Marc Andrieux      | 3    |
| 4     | Jean Jacques Etamé | 3    |
| 6     | Vincent Cobos      | 2    |
| 6     | Robert Barraja     | 2    |
| 6     | Pascal Gousset     | 2    |
| 6     | Richard Mazerand   | 2    |
| 6     | Didier Six         | 2    |
| 6     | Walter Kelsch      | 2    |
| 12    | Franck Rolling     | 1    |

## Légende
- Match gagné
- Match nul
- Match perdu